# 'O surdato 'nnammurato

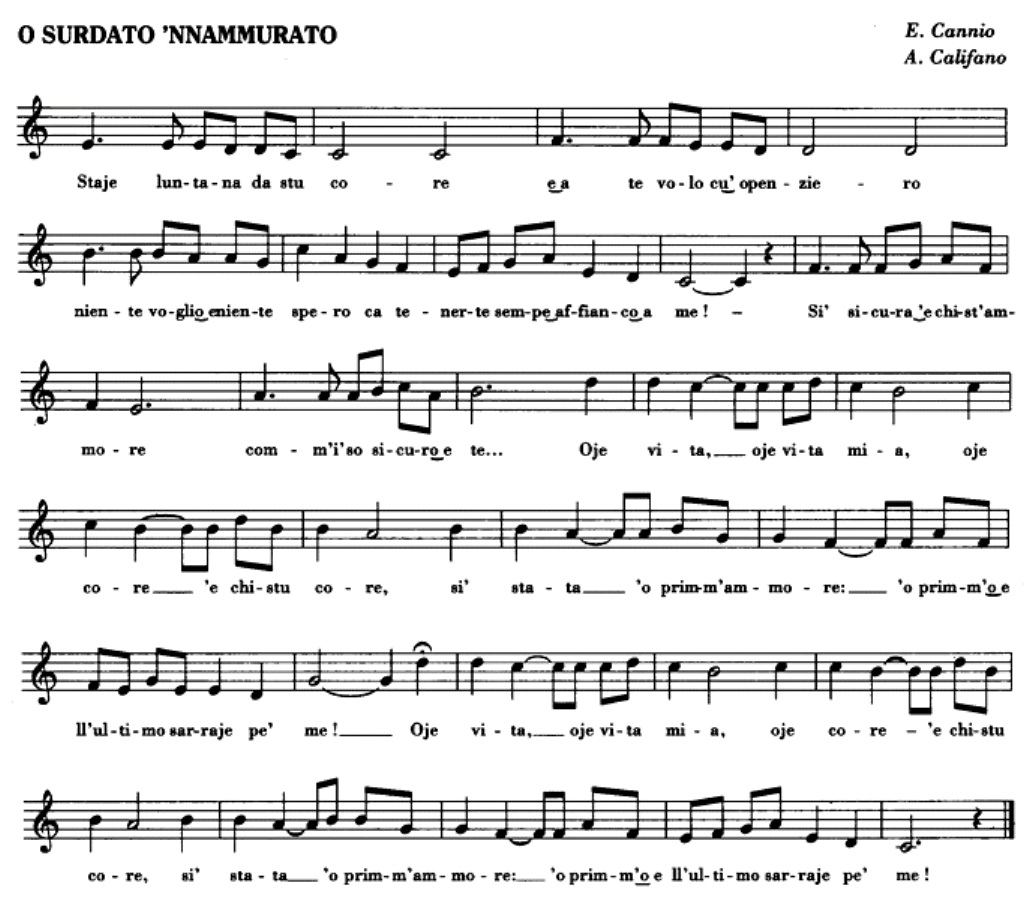
O surdato 'nnamurato

"'O surdato 'nnammurato" (en español: El soldado enamorado) es una canción napolitana escrita por Aniello Califano (Sorrento, 19 de enero de 1870 – Sant'Egidio del Monte Albino, 20 de febrero de 1919) con música de Enrico Cannio (Nápoles, 1874 – ib., 1949).
La canción trata de un soldado alejado de su amada al estar en la Primera Guerra Mundial.
Actualmente es una canción representativa de la ciudad, a menudo cantada en los estadios de fútbol por los hinchas del Napoli.

## Letra en napolitano
Staje luntana da stu core,
a te volo cu 'o penziero
niente voglio e niente spero
ca tenerte sempe a fianco a me!
Si sicura 'e chist'ammore
comm'i só sicuro 'e te...
Oje vita, oje vita mia...
oje cor 'e chistu core...
si stata 'o primmo ammore...
e 'o primmo e ll'ùrdemo sarraje pe' me!
Quand 'a notte nun te veco,
nun te sento 'int'a sti bbracce,
nun te vaso chesta faccia,
nun t'astregno forte 'mbraccio a me?!
Ma, scetánnome 'a sti suonne,
mme faje chiagnere pe' te...
Oje vita, oje vita mia...
oje cor 'e chistu core...
si stata 'o primmo ammore...
e 'o primmo e ll'ùrdemo sarraje pe' me!
Scrive sempe e sta' cuntenta:
io nun penzo che a te sola...
Nu penziero mme cunzola,
ca tu pienze sulamente a me...
'A cchiù bella 'e tutte bbelle,
nun è maje cchiù bella 'e te!
Oje vita, oje vita mia...
oje cor 'e chistu core...
si stata 'o primmo ammore...
e 'o primmo e ll'ùrdemo sarraje pe' me!